# Transpondercode

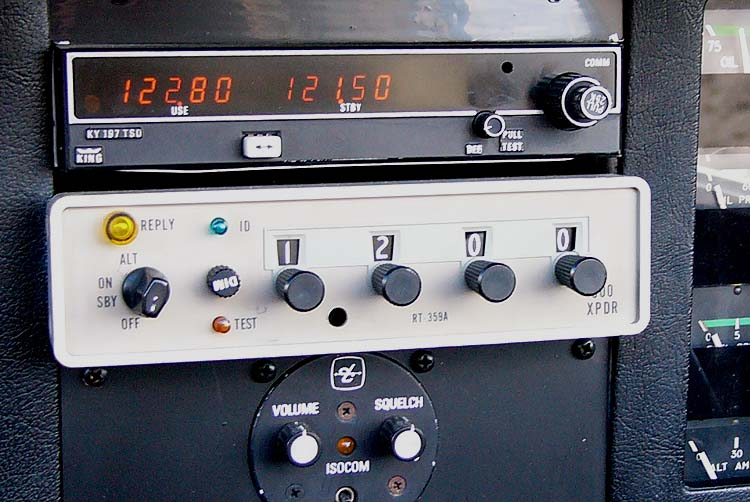
Transponder eines Privatflugzeuges mit eingestelltem Code 1200

Der Transpondercode (umgangssprachlich auch Squawk [skwɔːk] ) ist im Luftverkehr eine durch den Piloten einstellbare vierstellige Oktalzahl (Ziffern jeweils 0 – 7), die der Luftfahrzeugtransponder (TPX oder XPDR) bei der Abfrage durch das Sekundärradar der Bodenstation aussendet. Der Transpondercode wird mit dem Radarecho zusammen auf den Radarschirmen der Flugsicherung dargestellt und dient in einem Fluginformationsgebiet zur eindeutigen Identifizierung eines Luftfahrzeugs. Seit 2006 zählt der Transponder zur Pflichtausstattung von motorbetriebenen Flugzeugen.

## Prozedere
Der Transpondercode wird dem Piloten vom Fluglotsen meist per Funk genannt. Der Pilot stellt die vierstellige Ziffernfolge am Transponder ein. Empfängt der Transponder eine Abfrage von einem Abfragesender (englisch Interrogator), so sendet er je nach Inhalt dieser Abfrage seinen Code, die Flughöhe und bei Instrumentenflügen auch weitere Daten wie die Flugnummer an die Bodenstation, die diese Daten in ein Rechensystem einspeist. Genauer: Im sogenannten LDB-Mode (Limited data block) übermittelt ein Transponder lediglich die Transponder-Kennung und Flughöhe, im FDB-Mode (Full data block) zusätzlich Position, Geschwindigkeit über Grund und Flugplan. Als Folge sieht der Lotse auf seinem Bildschirm, wo die Maschine fliegt, wie hoch und auch – aufbereitet durch das System – wie schnell. Der Transpondercode dient also der Unterscheidbarkeit der einzelnen Luftfahrzeuge auf dem Bildschirm des Lotsen.
Bei Flügen in den Lufträumen C und D wird der Transpondercode per Sprechfunk dem Luftfahrzeug von der Luftverkehrskontrolle zugewiesen, bei Flügen nach Instrumentenflugregeln erhält der Pilot seinen Transpondercode in der Regel mit der Streckenfreigabe.
Während früher unter bestimmten Bedingungen das Einschalten eines Transponders nicht Pflicht war, führte unter anderem der Zusammenstoß 1998 des Proteus-Airlines-Flug 706 mit einer Cessna 177 mit ausgeschaltetem Transponder dazu, dass auch Flugzeuge der Allgemeinen Luftfahrt nach VFR-Regeln ihre Transponder, sofern vorhanden, stets einschalten müssen (VFR Transpondercode 7000;  1200 in den USA, Kanada und Australien).
Somit gilt für alle Flüge, dass bei Vorhandensein eines Transponders dieser auch in Betrieb zu setzen ist; in eine TMZ (Transponder Mandatory Zone) darf nur eingeflogen werden, wenn das Luftfahrzeug mit einem Transponder ausgestattet ist.
Bis zum 15. März 2007 galten in Deutschland davon abweichend die Transpondercodes 0021 und 0022.

## Operationsmodi eines Modus C-Transponders
- OFF – Der Transponder ist ausgeschaltet
- SBY, STBY (standby) – Der Transponder ist eingeschaltet, überträgt aber keine Daten
- ON – Der Transponder überträgt den Transpondercode
- ALT (altitude), NORM (normal mode) – Der Transponder überträgt den Transpondercode und die Flughöhe (Modus C)
- ID – Diese Taste wird im Modus „ON“ oder „NORM“ nach Aufforderung durch den Lotsen betätigt. Es wird dann für die nächsten etwa 20 Sekunden in den Transponder-Antworten ein zusätzliches Bit (SPI, Special Pulse Indication) gesetzt. Am Radar-Bildschirm des Lotsen wird dadurch das Flugzeug hervorgehoben dargestellt, so dass eine eindeutige Identifizierung möglich ist.

## Spezielle Codes (SUC) in Deutschland
- 0020 – Hubschrauber-Rettungsflüge
- 0023 – Einsatzflüge der Bundespolizei
- 0024 – Militärische Flüge im Nachttiefflugsystem, die Geländefolgeflüge durchführen
- 0025 – Absetzluftfahrzeug
- 0027 – Kunstflüge
- 0030 – Vermessungsflüge
- 0031 – „Open Skies“-Flüge
- 0032 – VFR-Flüge von zivilen Luftfahrzeugen in der Identifizierungszone
- 0033 – VFR-Flüge von militärischen Luftfahrzeugen zwischen GND und FL 100
- 0034 – SAR-Einsätze
- 0035 – VFR / IFR Wechselverfahren
- 0036 – Einsatzflüge der Polizei
- 0037 – Einsatzflüge der Polizei mit Restlichtverstärker
- 1000 – IFR / Mode S Transponder Code
- 2000 – Militärische Flüge im Nachttiefflugsystem
- 7000 – VFR-Flüge ziviler Luftfahrzeuge

Der Squawk 0000 ist durch technische Unzulänglichkeiten bei älteren Anlagen nicht nutzbar.
Regional werden zum Teil von den Fluginformationsdiensten und Flugverkehrskontrollstellen für erfasste, auf der jeweiligen Frequenz befindliche VFR-Flüge feste sogenannte Gruppen-Codes vergeben. Hierbei erhalten mehrere Luftfahrzeuge einen identischen Code zugewiesen, zum Beispiel:
- 4450 … 4452 – FIS Langen
- 4643 – Einflug in die Kontrollzone des Verkehrsflughafens Hamburg-Fuhlsbüttel
- 4447 – Einflug in die Kontrollzone von Frankfurt
- 4441 – Einflug in die ATZ von Egelsbach bei Frankfurt

## Spezielle Codes in der Schweiz
- 0061 … 0064 – Sion VFR
- 0065 … 0067 – Locarno (Para Base)
- 0070 … 0071 – Grenchen (Parabase)
- 0072 – Einsatz Polizei (D) & Grenzwachtkorps (CH)
- 0073 – Altenrhein TWR
- 0074 – Tech Service
- 0075 – Friedrichshafen TWR
- 0076 – Para D allgemein
- 0077 – Para Base Saulgau

- 1401 … 1437 – ZRH TWR
- 1440 … 1477 – ZRH ACC

- 1557 – Testtransponder Homberg

- 2740 … 2777 – ZRH ACC
- 3001 … 3077 – ZRH TWR

- 5101 … 5127 – GVA Flight Information Center (FIC)
- 5160 … 5167 – TWR Bern
- 5170 … 5176 – APP Bern
- 5177 –  Para Biel
- 5701 … 5777 – GVA ACC

- 6201 … 6277 – ZRH  ACC
- 6301 … 6305 – ZRH  APP
- 6303 – Ju-Air
- 6306 – Para Schwenningen (D)
- 6307 – Para Speck-Fehraltorf
- 6310 … 6367 – ZRH TWR
- 6370 … 6377 – Passing TMA Bern

- 6100 – Militärische VFR-Flüge
- 7100 – Zivile und/oder militärische Such- & Rettungsflüge (SAR)

## Internationale Notfallcodes
Mit den Codes 7500, 7600 und 7700 werden Informationen über die Art einer Luftnotlage übermittelt. Gebräuchliche Merksprüche sind angefügt:
- 7500 – Flugzeugentführung (hijacking; seven-five – man with a knife)
- 7600 – Funkausfall (radio failure; seven-six – hear nix / radio nix / need a radio fix)
- 7700 – Luftnotfall (emergency; seven-seven – going to heaven / falling from heaven / pray to heaven / close to heaven)

## Geschichtlicher Hintergrund
Im Zweiten Weltkrieg entwickelten die Engländer für ihre Flugabwehr ein elektronisches System zur Freund-Feind-Erkennung, denn deutsche Fernnachtjäger verfolgten britische Bomber oft bis nach England zurück, um sie kurz vor der Landung abzuschießen. Die englische Luftabwehr hatte nun das Problem, eigene und deutsche Maschinen auseinanderzuhalten. Das geheime System trug den Codenamen Parrot (engl. für „Papagei“). Wenn Lotsen die Besatzung aufforderten, den „Ur-Transponder“ einzuschalten, um sie zu identifizieren, übermittelten sie: “Squawk your parrot”, also in etwa: „Lass Deinen Papagei kreischen!“